# Vitray
Vitray era una comuna francesa del departamento de Allier, situado en la región de Auvernia-Ródano-Alpes, que el 1 de enero de 2017 pasó a ser una comuna delegada de la comuna nueva de Meaulne-Vitray al fusionarse con la comuna de Meaulne.
Tiene una población estimada, a inicios de 2021, de 134 habitantes.

## Demografía
| Gráfica de evolución demográfica de Vitray entre 1800 y 2021 |
|                                                              |

Los datos demográficos contemplados en este gráfico de la comuna de Vitray se han cogido de 1800 a 1999 de la página francesa EHESS/Cassini, y los demás datos de la página del INSEE.